# Église de l'Ascension de Iassinia
Pour les articles homonymes, voir Église de l'Ascension.
L'église de l'Ascension de Iassinia est classée comme monument national ukrainien et au Patrimoine mondial de l'UNESCO. Elle est située à Iassinia en Ukraine.
Elle fut édifiée en 1824. Son utilisation est partagée entre les communautés orthodoxe et gréco-catholique.

## Voir aussi

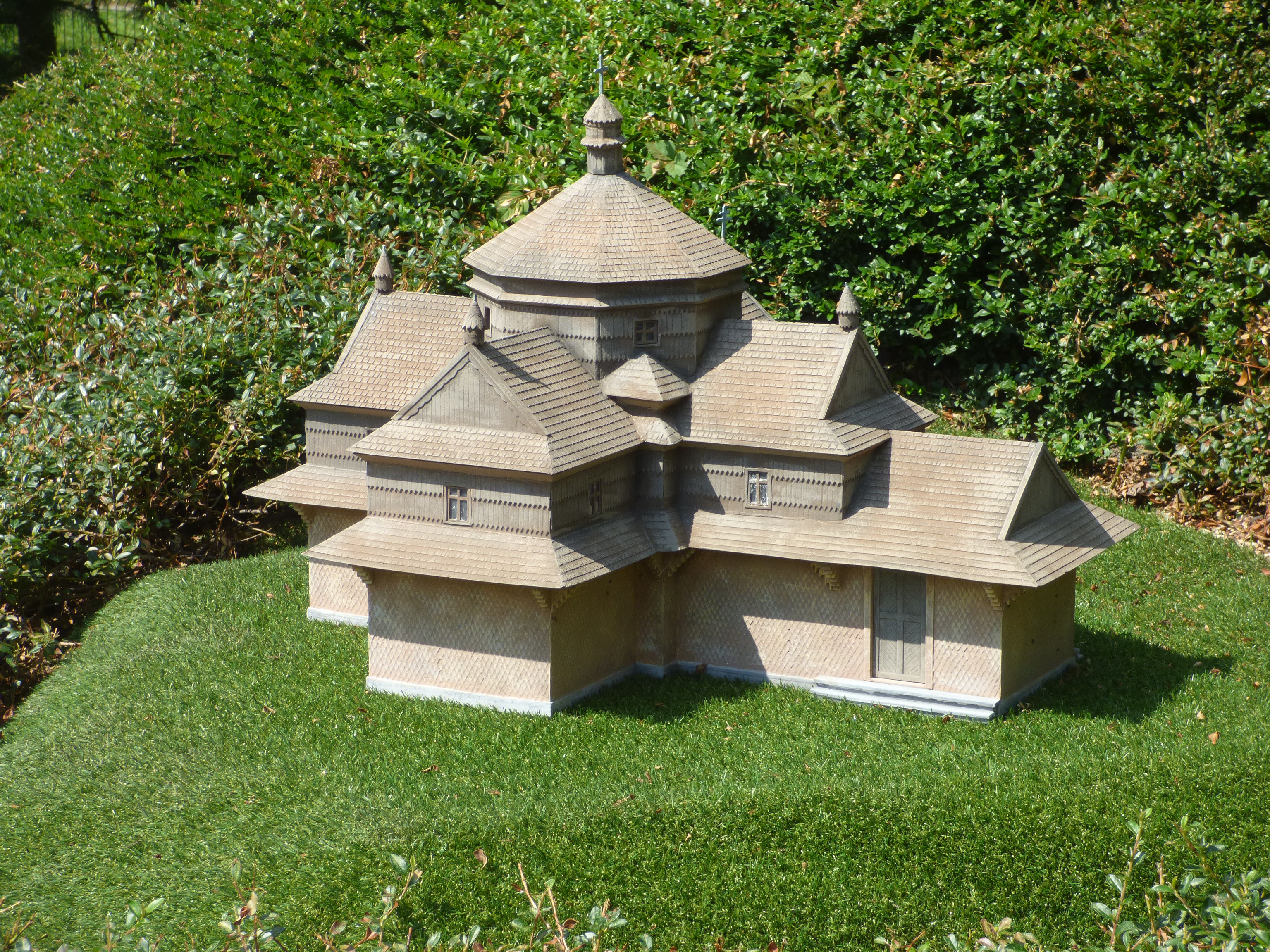
Vue du ciel
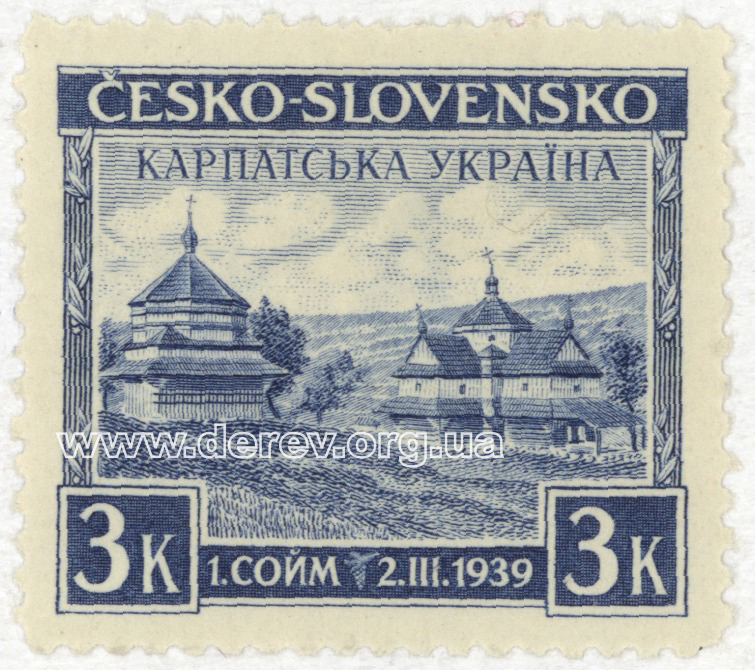
et en timbre.